# Exit (videogioco)
Exit è un action puzzle sviluppato da Taito per PlayStation Portable e Xbox Live, mentre la versione per Nintendo DS è stata sviluppata da MOSS. Il giocatore veste i panni di Mr. Esc, un "mago della fuga" sempre pronto ad aiutare chi si trova in pericolo. Per riuscire a superare i vari livelli di gioco si deve cercare di uscire incolumi dalle situazioni più disparate: edifici in fiamme, pericolose esplosioni e navi che colano a picco.

## Versioni
La versione creata per Nintendo DS sfrutta le caratteristiche del touch screen permettendo al giocatore di scegliere se impartire i comandi tramite stilo o pulsanti.